# ルネ・ジャコー
ルネ・ジャコー（Rene Jacquot、1961年7月28日 - ）は、フランスの男子プロボクサー。ムルト＝エ＝モゼル県トゥール出身。元WBC世界スーパーウェルター級王者。

## 来歴
1983年2月25日、ジャコーはプロデビューを果たし、6回判定勝ちを収め、白星でデビューを飾った。
1984年2月10日、パトリック・グリスコットと対戦し、6回判定勝ちを収めた。
1984年2月27日、ジャン・ビクトル・サントニチーニと対戦し、初黒星となる6回判定負けを喫した。
1984年12月22日、アンゲロ・リクオーリと対戦し、6回TKO勝ちを収めた。
1985年3月22日、アブデルカデル・ソウイヒと対戦し、5回終了時棄権によるTKO負けを喫した。
1985年6月7日、アンドレア・スカルディグリと対戦し、6回判定負けを喫した。
1985年6月29日、ルシアーノ・ブルーノと対戦し、泥沼の3連敗となる6回判定負けを喫した。
1985年10月26日、フーガス・サーモと対戦し、6回TKO勝ちを収めた。
1985年12月6日、ヘリエル・クストスと対戦し、8回判定勝ちを収めた
1986年2月28日、フランス・スーパーウェルター級王者イヴォン・セゴールと対戦し、10回判定負けを喫した。
1986年5月16日、ジオバンニ・チーラと対戦し、8回判定勝ちを収めた。
1986年6月27日、ニノ・ラ・ロッカと対戦し、4回失格勝ちを収めた。
1986年10月3日、マウロ・マルテーリと対戦し、10回判定負けを喫した。
1987年1月23日、ジャン・パウル・ロウクスと対戦し、10回判定勝ちを収めた。
1987年4月10日、フランス・スーパーウェルター級王者イヴォン・セゴールと1年2か月ぶりに対戦し、7回カットによる負傷TKO勝ちを収め、王座獲得に成功した。
1987年10月9日、ジョン・ヴァン・エルテレンと対戦し、5回KO勝ちを収めた。
1987年12月5日、ミオドラグ・ペルノビッチと対戦し、6回TKO勝ちを収めた。
1988年1月29日、ルイギ・ミンチーロとEBUヨーロッパ・スーパーウェルター級王座決定戦を行い、4回TKO勝ちを収め王座獲得に成功した。
1988年4月9日、エリック・タトンと対戦し、12回KO勝ちを収め初防衛に成功した。
1988年6月29日、エルウィン・ヘイベルと対戦し、11回TKO勝ちを収め、2度目の防衛に成功した。
1988年10月8日、ロモロ・カサモニカと対戦し、12回判定勝ちを収め、3度目の防衛に成功した。
1989年2月11日、WBC世界スーパーウェルター級王者ドナルド・カリーと対戦し、12回3-0 (117-113、117-115、118-116) の判定勝ちを収め、王座獲得に成功した。なお、この試合は1989年度のリングマガジン アップセット・オブ・ザ・イヤーに選ばれた。
1989年7月8日、ジョン・ムガビと対戦し、初回2分53秒TKO負けを喫し、初防衛に失敗、王座から陥落した。
1989年12月9日、歴戦のロレンゾ・ルイス・ガルシアと対戦し、10回判定勝ちを収めた。
1990年2月23日、ロッキー・ベグと対戦し、8回TKO勝ちを収めた。
1990年7月13日、WBC世界スーパーウェルター級王者テリー・ノリスと対戦。初回と2回、最終12回の計3度のダウンを奪われ12回0-3 (107-120、109-117、108-119) の判定負けを喫し、約1年ぶりの王座返り咲きに失敗した。
1990年11月30日、シチリアのパライス・デ・スポーツでIBF世界スーパーウェルター級王者ジャンフランコ・ロッシと対戦し、12回0-3 (109-117、111-116、112-114) の判定負けを喫し、WBCに続く王座獲得に失敗した試合を最後に引退した。

## 獲得タイトル
- フランス・スーパーウェルター級王座
- EBUヨーロッパ・スーパーウェルター級王座
- WBC世界スーパーウェルター級王座（防衛0）

## 表彰
- 1989年度リングマガジン アップセット・オブ・ザ・イヤー（ドナルド・カリー戦）